# Point forward
De point forward is een basketbalpositie buiten de traditionele en officiële vijf. Een point forward heeft vaak de spelverdelende kwaliteiten van een point guard maar speelt op de forward positie. Bekende spelers die regelmatig point forwards genoemd worden en werden LeBron James, Boris Diaw en Lamar Odom.